# Elizabeth Alexander
Elizabeth Alexander, född 30 maj 1962 i Harlem i New York, är en amerikansk poet, dramatiker och essäist som även innehar en PhD i engelska från University of Pennsylvania. Hennes dikter, noveller och kritik har publicerats i publikationer som The Paris Review, American Poetry Review, The Kenyon Review, The Village Voice och The Washington Post. Hennes diktsamling American Sublime var en av tre finalister till 2005 års Pulitzerpris. 2010 mottog hon Anisfield-Wolf Book Award "Lifetime Achievement Award" i poesi.
Den 20 januari 2009, vid installationen av Barack Obama, läste Alexander upp dikten Praise Song for the Day som hon skrev till tillfället. Därigenom blev hon den fjärde poeten som fått läsa något vid en amerikansk presidentinstallation, efter Robert Frost 1961, Maya Angelou 1993 och Miller Williams 1997.